# Giáo dục đạo đức
Giáo dục đạo đức, gọi tắt là Đạo đức, là môn học trong đó xảy ra quá trình người này rao giảng những giá trị đạo đức đến cho người khác, theo Powney và nhóm tác giả. Đó cũng có thể là hoạt động được diễn ra ở bất cứ tổ chức nhân sự nào mà ở đó người ta được hỗ trợ bởi người khác, họ có thể là lớn tuổi hơn, trong một hoàn cảnh được trải nghiệm để làm rõ ràng các nguyên tắc xử thế hay nội quy nhằm đánh giá hiệu quả của những giá trị quan này và kết hợp với hành vi hướng đến niềm hạnh phúc lâu dài của chính bản thân họ và những người khác, và còn để phản chiếu và tiếp nhận những giá trị đạo đức và đối nhân xử thế khác mà họ công nhận là có hiệu quả hơn tới hạnh phúc lâu dài của chính họ và những người khác. Tồn tại một sự khác biệt giữa việc biết chữ và việc có giáo dục.